# Кисељовск
Кисељовск (рус. Киселёвск) град је у Русији у Кемеровској области. Према попису становништва из 2010. у граду је живело 98.382 становника.

## Становништво
Према прелиминарним подацима са пописа, у граду је 2010. живело 98.382 становника, 7.959 (7,48%) мање него 2002.
| 1939.  | 1959.   | 1970.   | 1979.   | 1989.   | 2002.   | 2010.  |
| ------ | ------- | ------- | ------- | ------- | ------- | ------ |
| 43.852 | 130.697 | 126.616 | 121.881 | 128.083 | 106.341 | 98.365 |